# Serra d'Or-criticiprijs voor literatuur en essay
De Serra d'Or-criticiprijs voor literatuur en essay (Catalaans: Premi Crítica Serra d'Or de Literatura i Assaig) is een literaire onderscheiding die jaarlijks wordt uitgereikt door Serra d'Or ("De gouden bergketen"), een Catalaans tijdschrift dat wordt uitgegeven door de abdij van Montserrat.
Er is geen geld aan de prijs verbonden, maar desondanks heeft hij een groot prestige in de wereld van de Catalaanse literatuur. De prijs gaat telkens naar een werk dat in het voorgaande jaar gepubliceerd werd. De jury beslist soeverein welke werken ze voorstelt, auteurs of uitgevers kunnen niet kandideren.

## Winnaars

### Essays
- 2008 El riure de la màscara. Pere Ballart.
- 2006 Jo ja he estat aquí. Ficcions de la repetició. Jordi Balló i Xavier Pérez.
- 2003 La poesia en el Boudoir i Els proverbis. Miquel de Palol i Muntanyola.
- 2002 La ciutat interrompuda. Julià Guillamon.
- 2001 L'Espill de Janus. Enric Sòria.
- 1998 Josep Pla i Casadevall, ficció autobiogràfica i veritat narrativa. Xavier Pla.
- 1996 El paradís de les paraules. Josep Piera.
- 1995 Formes de l'individualisme. Antoni Marí.
- 1994 Sobre Foix. Carles Miralles.
- 1990 Qüestió de mots. J.N. Santaeulàlia.
- 1989 La voluntat expressiva. Antoni Marí.
- 1988 Marginats i integrats en la novel·la catalana(1925-1938). Carme Arnau.
- 1987 La construcció del sentit. Dolors Oller.
- 1986 Mirador Antoni Comas.
- 1985 L'home de geni Antoni Marí.
- 1985 Crítica de la nació pura Joan Francesc Mira i Casterà.

- 1984 El llibre de les bèsties Xavier Fàbregas.
- 1983 De la vida privada Lluís Flaquer.
- 1978 Lectura de La Terra Gastada de T.S. Eliot Joan Ferraté.
- 1977 La crisi del Modernisme artístic Francesc Fontbona de Vallescar.
- 1976 Aspectes del Modernisme Joan-Lluís Marfany.
- 1975 L'art contra l'estètica Antoni Tàpies.
- 1974 Poesia, llenguatge, forma Marià Manent.
- 1973 Literatura catalana contemporània Joan Fuster i Ortells.
- 1972 Miró llegit Alexandre Cirici.
- 1972 Lleures i converses d'un filòleg Joan Coromines i Vigneaux.
- 1971 L'art català contemporani Alexandre Cirici.
- 1970 Josep Carner i Puig-Oriol i el Noucentisme Albert Manent.
- 1969 Heretgies, revoltes i sermons Joan Fuster i Ortells.
- 1968 Catalanisme i revolució burgesa Jordi Solé Tura.
- 1967 Problemes del nostre cristianisme Jaume Lorés.

### Bio-bibliografie
- 1987 Paper, cartes, paraules. Gabriel Ferrater.

### Sprookjes
- 1998 La gran novel·la sobre Barcelona. Sergi Pàmies.
- 1997 Guadalajara. Quim Monzó.
- 1980 Sic trànsit Glòria Swanson. Emili Teixidor.
- 1979 Invasió subtil i altres contes. Pere Calders.
- 1977 La caiguda de l'Imperi Sodomita i altres històries herètiques. Terenci Moix.

- 1975 Contes i narracions (segon volum). Manuel de Pedrolo.
- 1971 Difunts sota els ametllers en flor. Baltasar Porcel.
- 1970 El balcó. Jordi Sarsanedas.
- 1969 Tots els contes. Pere Calders.
- 1968 La meva Cristina i altres contes. Mercè Rodoreda.

### Literaire kritiek
- 1997 Obra crítica, I. Joaquim Molas.

### Dagboeken
- 2006 La lentitud del mar. Dietari 1989-1997. Enric Sòria.
- 2002 Dies de memòria 1938-1940. Diari d'un mestre adolescent.. Joan Triadú
- 1992 Mentre parlem. Enric Sòria.

- 1985 Temps que fuig. Tomàs Garcés.
- 1982 Dietari 1979-1980. Pere Gimferrer.
- 1983 L'aroma d'arç. Dietari dispers 1919-1981. Marià Manent.

### Uitgevers
- 1991 Les cartes de Carles Riba, I: 1910-1938. Carles-Jordi Guardiola.
- 1984 Poesia valenciana completa, van Teodor Llorente, door Lluís Guarner (redactie).

Uitgave van Catalaanse werken
- 1982 Llibre de Consolat de Mar. Germà Colón en Arcadi Garcia.

Uitgave van buitenlandse werken
- 1981 Monsieur Teste, van Paul Valéry. Jordi Llovet en Àlex Susanna.

### Kinder en jeugdliteratuur
- 1993, Pep Coll, met Què farem, què direm?

### Brieven
- 1995 Epistolari de Joan Fuster-Vicenç Riera Llorca. Joan Pujadas i Josep Ferrer.